# 파일 동기화
파일 동기화(file synchronization) 또는 동기화는 컴퓨팅에서 두 개 이상의 위치에 있는 컴퓨터 파일이 특정 규칙을 통해 업데이트되도록 하는 프로세스이다.
미러링이라고도 하는 단방향 파일 동기화에서는 업데이트된 파일이 소스 위치에서 하나 이상의 대상 위치로 복사되지만 파일은 소스 위치로 다시 복사되지 않는다. 양방향 파일 동기화에서는 업데이트된 파일이 일반적으로 두 위치를 서로 동일하게 유지하기 위해 양방향으로 복사된다. 이 문서에서 동기화라는 용어는 양방향 파일 동기화만을 의미한다.
파일 동기화는 일반적으로 외장 하드 드라이브의 홈 백업이나 USB 플래시 드라이브 전송을 위한 업데이트에 사용된다. 비트토렌트 싱크(BitTorrent Sync), 드롭박스, SKYSITE, 넥스트클라우드, 원드라이브, 구글 드라이브 및 아이클라우드가 대표적인 제품이다. 일부 백업 소프트웨어는 실시간 파일 동기화도 지원한다. 자동 프로세스는 이미 동일한 파일을 복사하는 것을 방지하므로 수동 복사에 비해 더 빠르고 많은 시간을 절약할 수 있으며 오류 발생 가능성도 적는다. 그러나 이는 동기화된 파일이 휴대용 저장 장치에 물리적으로 맞아야 한다는 한계로 인해 어려움을 겪는다. 파일 목록과 변경된 파일만 유지하는 동기화 소프트웨어는 이 문제를 제거한다(예: Beyond Compare의 "스냅샷" 기능 또는 동기화 It!의 "패키지" 기능). 이는 모바일 작업자나 여러 대의 컴퓨터에서 작업하는 작업자에게 특히 유용하다.

## 같이 보기
- 파일 비교
- 미러 (컴퓨팅)
- 공유 자원